# Світломаскування
Світломаскування — приховування від спостереження повітряним і наземним противником світлових демаскувальних ознак діяльності військ, військових об'єктів, а також населених пунктів, об'єктів економіки та державного управління.